# 世界ぜんそくデー
世界ぜんそくデー（せかいぜんそくでー 英:World Asthma Day）は、世界中のぜんそくの認識とケアを改善するため、Global Initiative for Asthma（GINA）が主催する毎年恒例のイベントである。5月3日に開催され、この日は国際デーとなっている。  2021年のイベントのテーマは「ぜんそくの誤解をなくす」であり、2022年には「ぜんそくケアの格差を埋める」だった。 
初めての世界ぜんそくデーは1998年に開催された。 